# Muricella nitida
Muricella nitida är en korallart som först beskrevs av Addison Emery Verrill 1868.  Muricella nitida ingår i släktet Muricella och familjen Acanthogorgiidae. Inga underarter finns listade i Catalogue of Life.